# Герій Роман Романович
Роман Романович Герій (нар. 5 квітня 1977, Ужгород, СРСР) — український волейболіст, колишній гравець збірної команди України з волейболу серед глухих. Дворазовий чемпіон (1994, 1999 рр.) і срібний призер (2003) першості Європи, дворазовий дефлімпійський чемпіон (1997, 2005) та дворазовий срібний призер (2001, 2009).. Майстер спорту (1994), майстер спорту міжнародного класу (1997) і заслужений майстер спорту України. Із 2000 р. працює за контрактом у збірній команді України на посаді спортсмена-інструктора з волейболу серед інвалідів з вадами слуху й мови та за сумісництвом — тренером-викладачем з волейболу в ДЮСШ серед глухонімих. Нагороджений Подякою Кабінету Міністрів України (2001) та Почесними грамотами Державного комітету з фізичної культури і спорту України, Закарпатської облдержадміністрації та відзнакою «За розвиток регіону». Закінчив Національний університет фізичного виховання і спорту.